# Bangun Harjo (Plakat Tinggi)
Bangun Harjo is een bestuurslaag in het regentschap Musi Banyuasin van de provincie Zuid-Sumatra, Indonesië. Bangun Harjo telt 770 inwoners (volkstelling 2010).